# Klarobelia cauliflora
Klarobelia cauliflora är en kirimojaväxtart som beskrevs av Laurentius 'Lars' Willem Chatrou. Klarobelia cauliflora ingår i släktet Klarobelia och familjen kirimojaväxter. Inga underarter finns listade i Catalogue of Life.